# Distrito electoral de Hall (condado de McPherson, Nebraska)
Hall (en inglés: Hall Precinct) es un distrito electoral ubicado en el condado de McPherson en el estado estadounidense de Nebraska. En el Censo de 2010 tenía una población de 82 habitantes y una densidad poblacional de 0,22 personas por km².

## Geografía
Hall se encuentra ubicado en las coordenadas 41°39′13″N 100°49′42″O / 41.65361, -100.82833. Según la Oficina del Censo de los Estados Unidos, Hall tiene una superficie total de 369.12 km², de la cual 369.12 km² corresponden a tierra firme y (0%) 0 km² es agua.

## Demografía
Según el censo de 2010, había 82 personas residiendo en Hall. La densidad de población era de 0,22 hab./km². De los 82 habitantes, Hall estaba compuesto por el 97.56% blancos, el 0% eran afroamericanos, el 0% eran amerindios, el 0% eran asiáticos, el 0% eran isleños del Pacífico, el 0% eran de otras razas y el 2.44% pertenecían a dos o más razas. Del total de la población el 1.22% eran hispanos o latinos de cualquier raza.